# Gerhart Hauptmann
Gerhart Hauptmann, född 15 november 1862 i Bad Obersalzbrunn, Schlesien, Tyskland död 6 juni 1946 i Jagniątków i Hirschberg, Schlesien, Polen var en tysk författare, främst dramatiker. Han mottog Nobelpriset i litteratur 1912.

## Biografi
Hauptmann blev som 16-åring sänd till släktingar på landet för att uppfostras till lantbrukare, men då han vantrivdes med detta övergick han 1880 till konstskolan i Breslau för att odla sina konstnärliga anlag som bildhuggare; på grund av hans mindre ordnade arbete kom det till en brytning mellan honom och en av de akademiska professorerna, under det att en annan, professor Haertel, intresserade sig för honom och lät honom mera fritt å sin ateljé. Hans intresse för diktning började nu vakna; bland hans tidigaste försök var en dramatisering av Esaias Tegnérs Frithiofs saga, Ingeborg. 1882 kom han till Jena där han studerade naturvetenskap, historia och filosofi. 1884 bosatte han sig i Berlin.
Hans första utgivna arbete, Promethidenloos (1885), var en versifierad episk dikt, närmast en efterbild av Lord Byrons Childe Harold. 1889 påbörjade Hauptmann på allvar sin dramatiska verksamhet med det av Émile Zolas L'assommoir, Lev Tolstojs Mörkrets makt och Henrik Ibsens skådespel påverkade naturalistiska morgonrodnadsarbetet Vor Sonnenaufgang (Före soluppgången, 1930).
Hauptmann har begåvats med en sällsynt förmåga att tillgodogöra sig och sammansmälta olika litterära strömningar, främst naturalismen och symbolismen. Han tilldelades nobelpriset i litteratur 1912. Sin största insats gjorde han som dramatiker med sina tidiga naturalistiska skådespel, särskilt Die Weber (1892, Vävarna), som skildrar ett försök till arbetaruppror 1844. 
Andra kända verk av Hauptmann är ”tjuvkomedin” Der Biberpelz (1893, Bäverpälsen) och Die Ratten (1911,  Råttorna). I naturalismens anda skrevs dessa båda verk, som utspelar sig i Berlin, på grov Berlindialekt. Av Hauptmanns symbolistiska pjäser märks främst Hanneles himmelsfärd (1893).